# Парк імені Тараса Шевченка (Київ)
Парк імені Тараса Шевченка (т. зв. Зелений корпус КНУ) — парк, розташований навпроти головного корпусу Київського університету імені Тараса Шевченка, що по вул. Володимирській, 60. Має статус «Парк-пам'ятка садово-паркового мистецтва місцевого значення».

## Історія
Парк заснований 1860 року під назвою Університетський сквер. 1896 року в парку відкрито пам'ятник Миколі I, який був знесений більшовиками 1920 року.
1939 року, з нагоди 125-річчя від дня народження Тараса Шевченка, на місці колишнього пам'ятника Миколі I було відкрито пам'ятник Тарасові Шевченку, роботи скульптора Матвія Манізера. На 1938 рік скульптором з учнями була створена скульптура, про яку Лазар Каганович сказав, що «цей Шевченко буде закликати до повалення колгоспного ладу» і авторові довелося виконати скульптуру за ідеєю більшовицьких керівників.

## «Садочок»
«Садочок» — південний куточок парка з боку вулиці Гетьмана Павла Скоропадського, де кияни й гості столиці грають у шахи, шашки, доміно, нарди і карти. Після Другої світової війни радянські чоловіки, не маючи можливості, як мешканці західних країн, відвідувати нічні клуби й казино, облаштовували майже по всіх великих містах СРСР кутки для гри, переважно, у доміно.
У Києві у 1950-х роках одним із таких місць, де місцеві традиційно «забивали козла», став парк Шевченка. 1962 року поруч із ними присусідилися київські шахісти й шашкісти, яких витурили із Золотоворітського скверу у зв'язку із будівництвом довкола посольств. У 1970-х роках у куточку відремонтували лавочки та поставили спеціальні дерев'яні столики. У 2000-х роках провели черговий ремонт, замінили столи, звели навіси від дощу.
У киян куток зажив недоброї слави, оскільки там під виглядом гравців часто збираються шахраї та безпритульні.

## Зображення

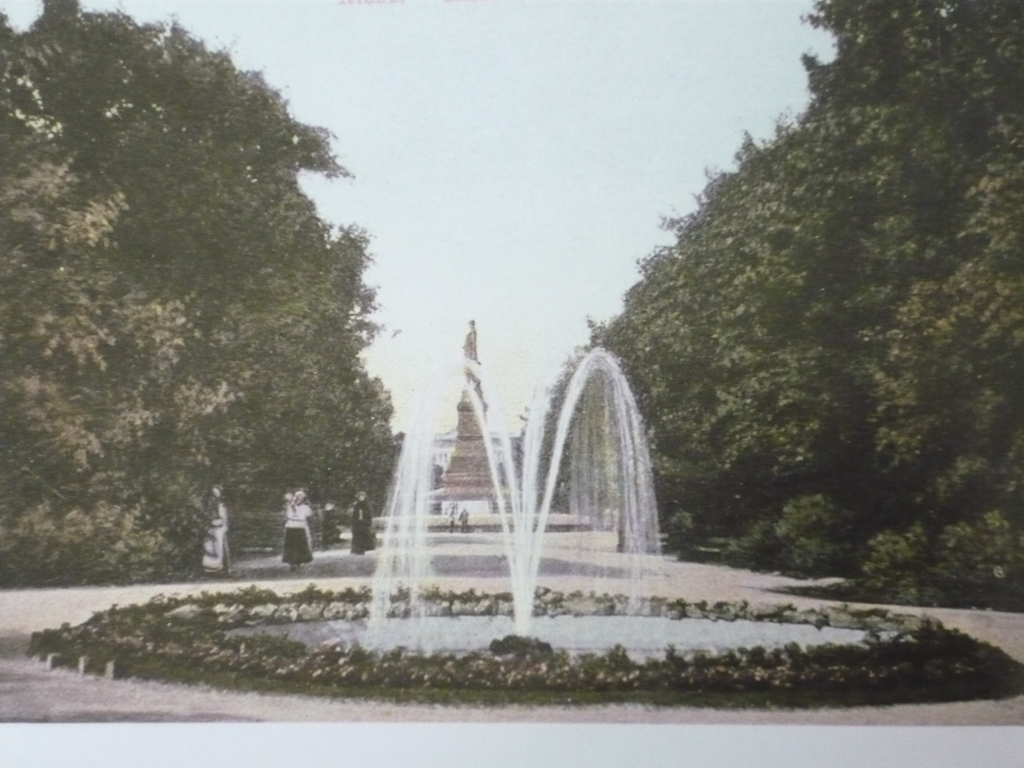
Університетський сквер у другій половині ХІХ ст.
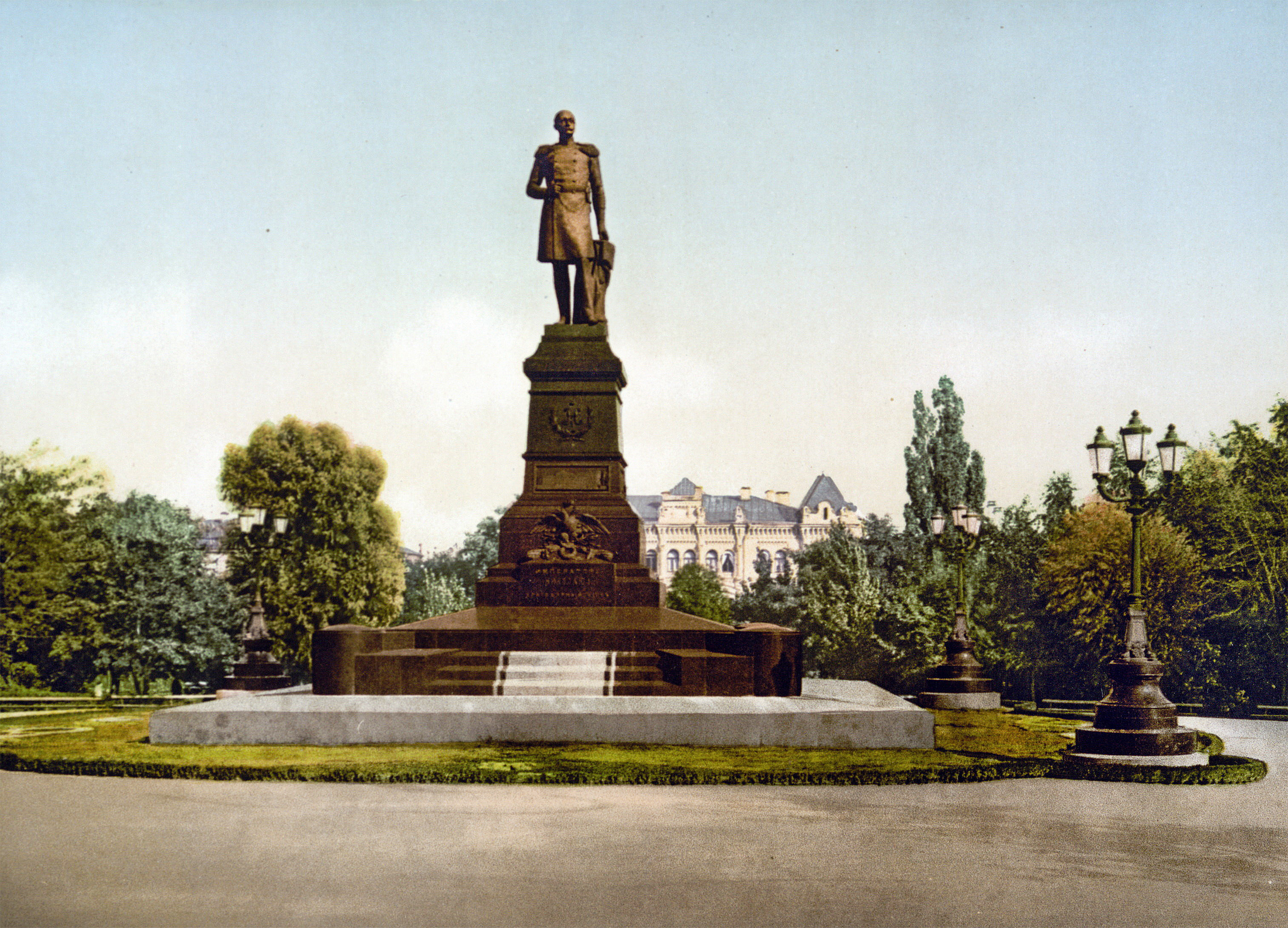
Пам'ятник Миколі I навпроти Київського університету Св. Володимира, 1914
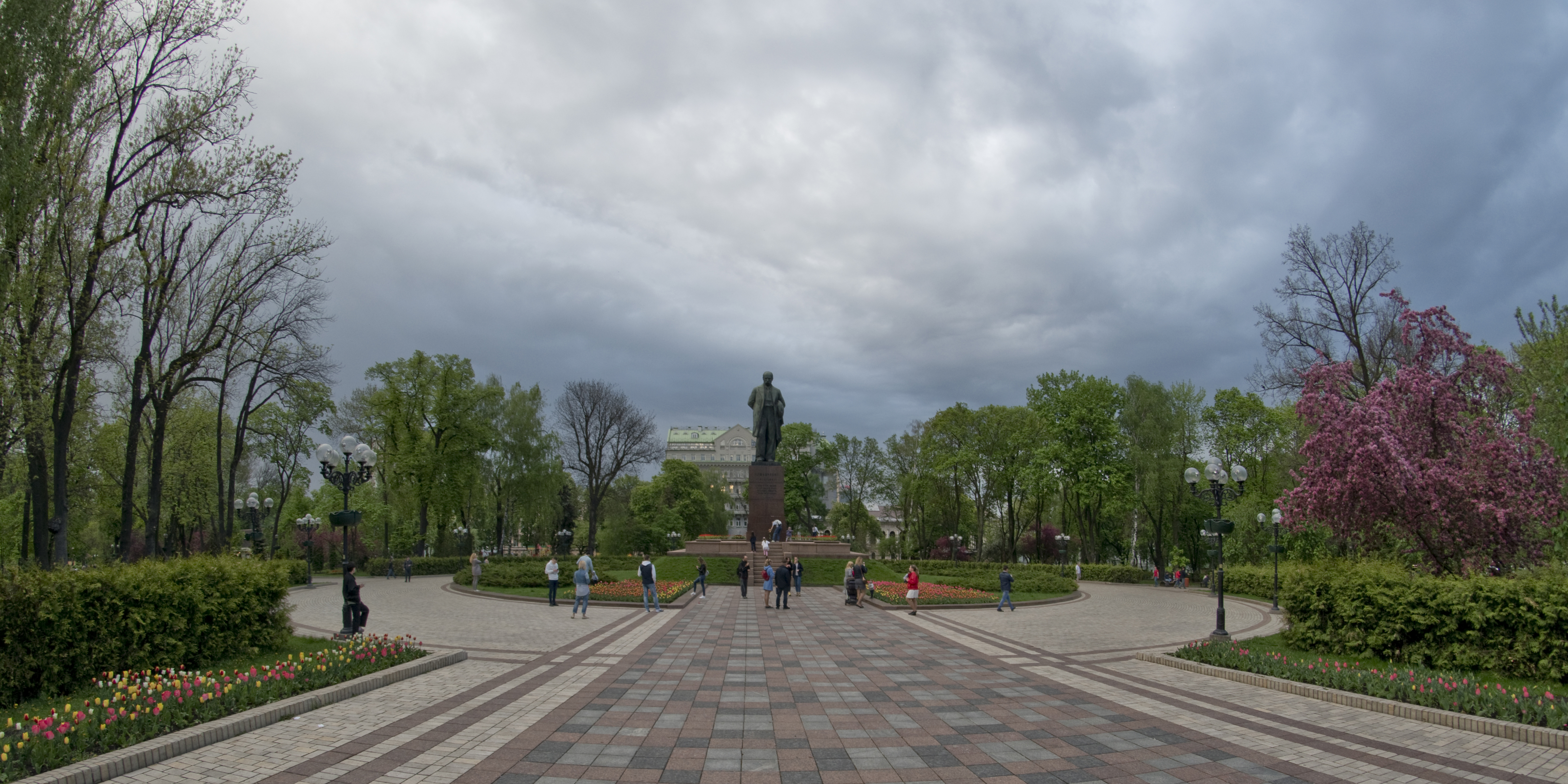
Парк, весна 2019
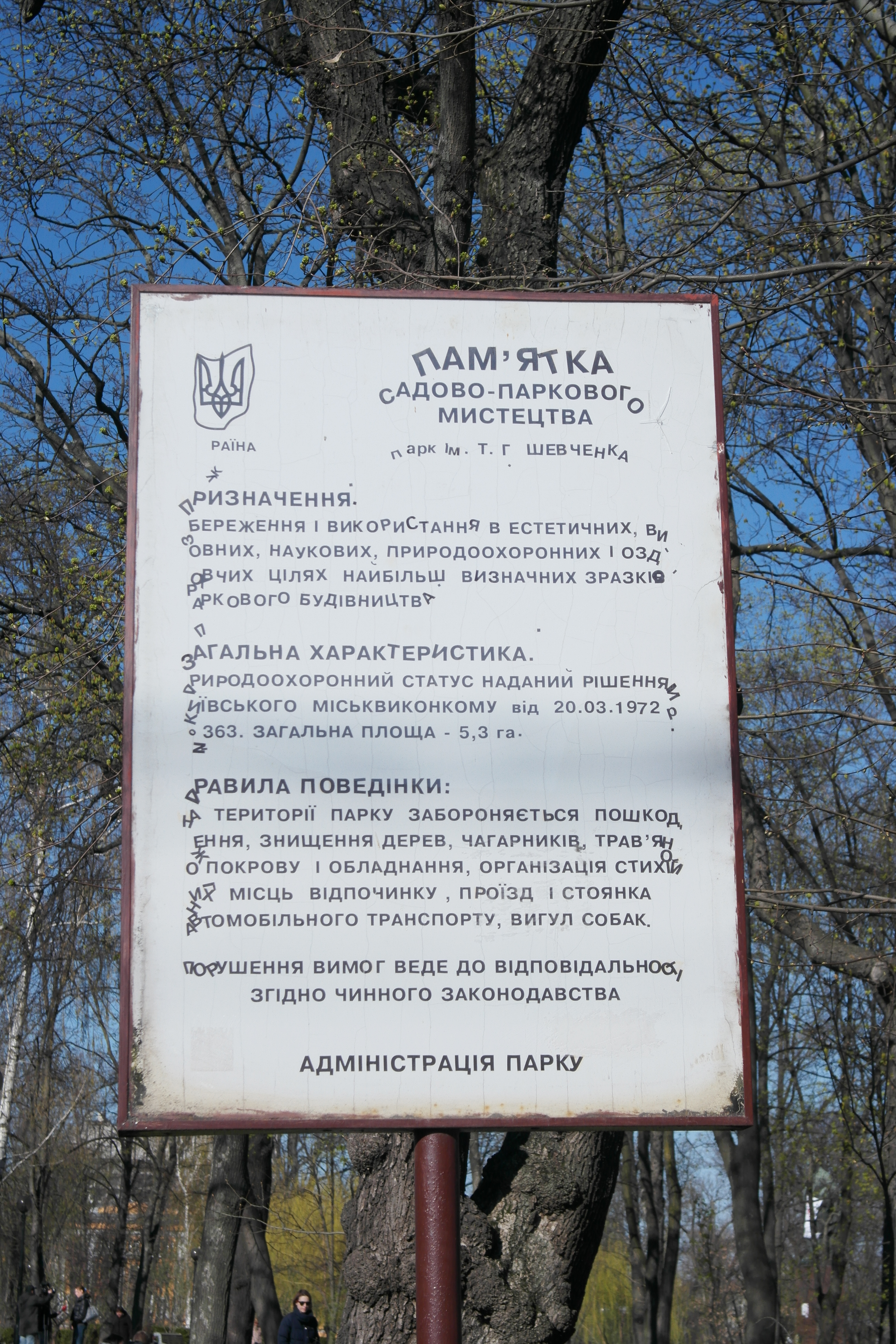
Інформаційний стенд
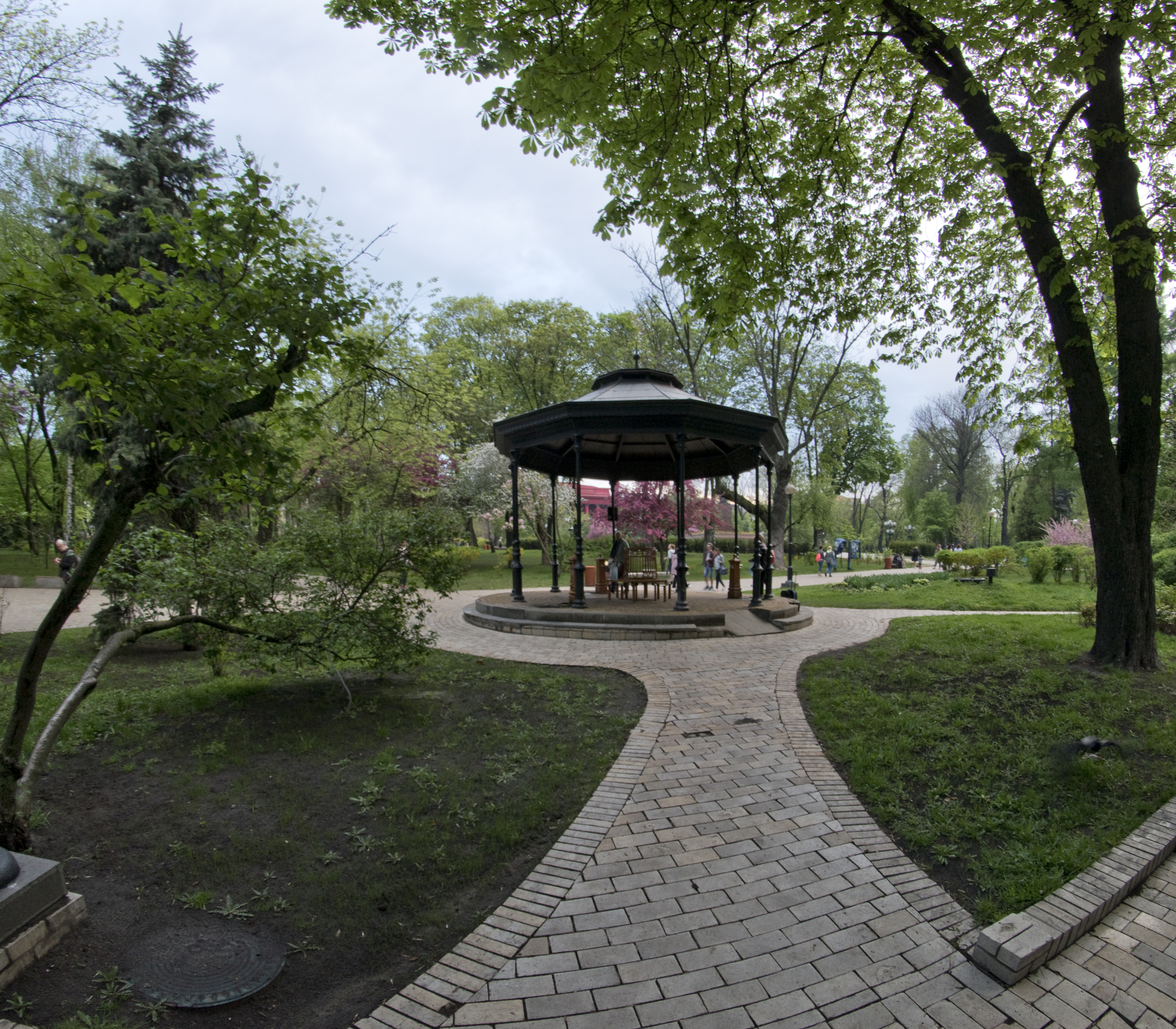
Бювет
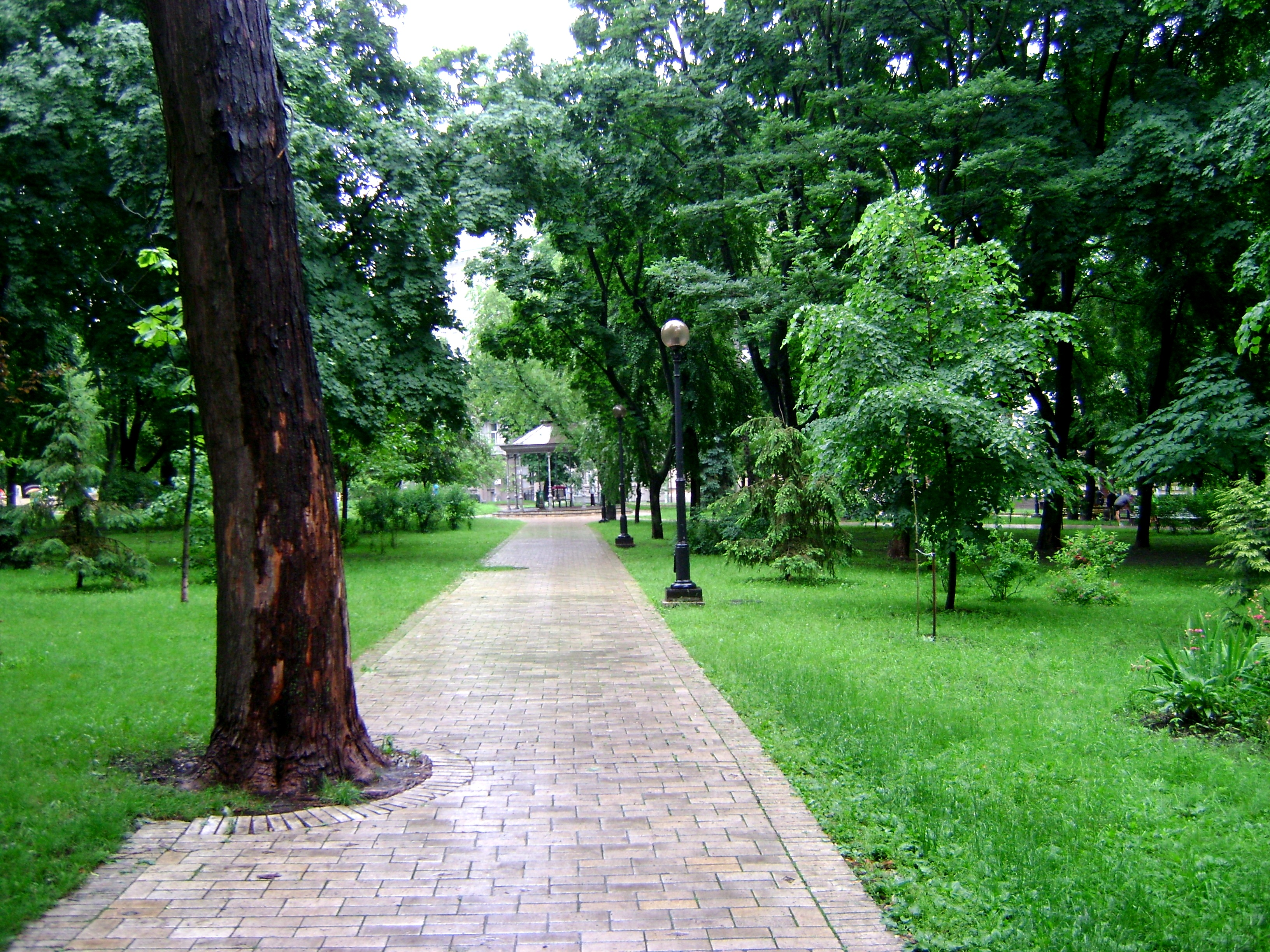
Паркова стежина
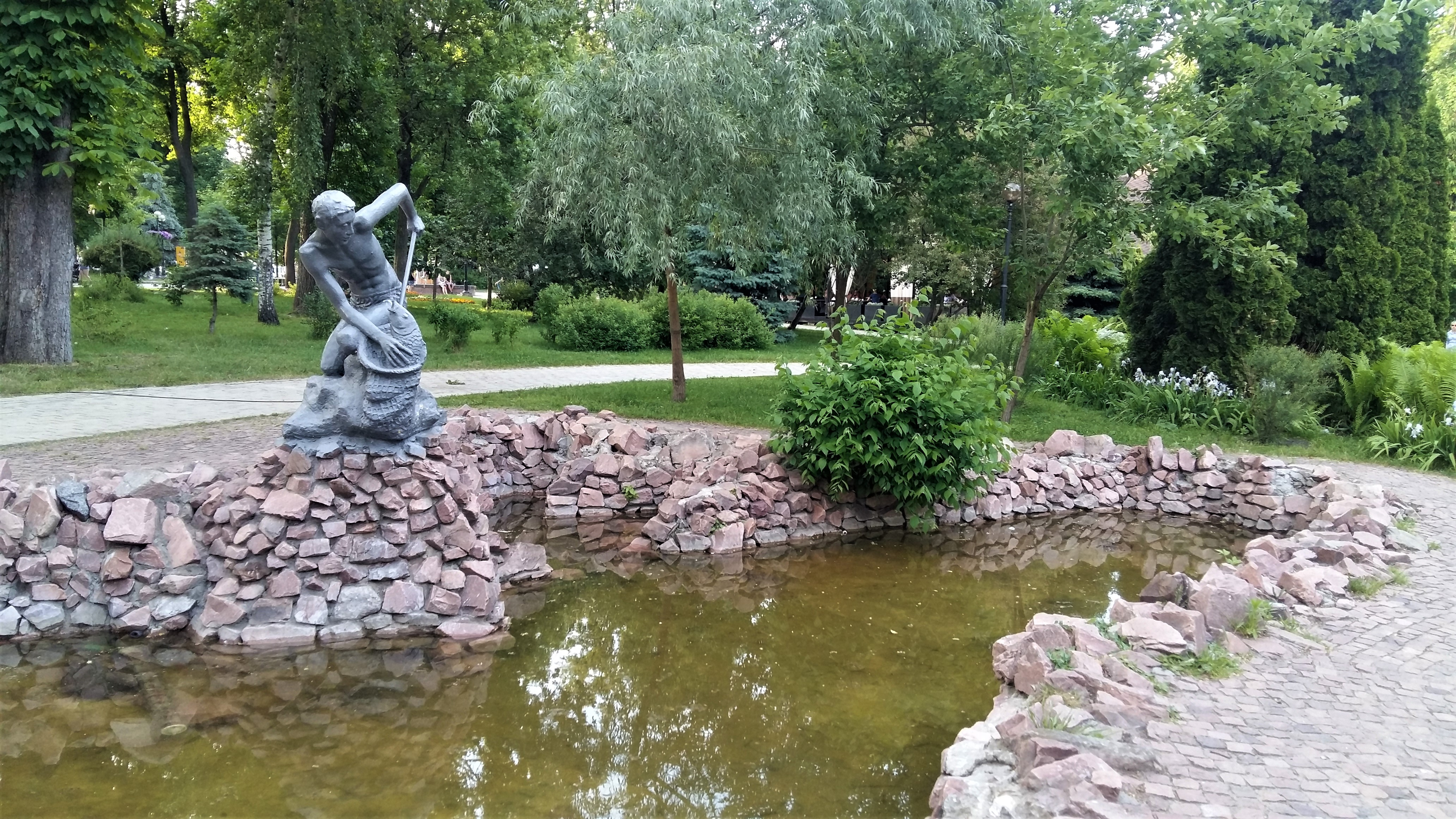
Ставок
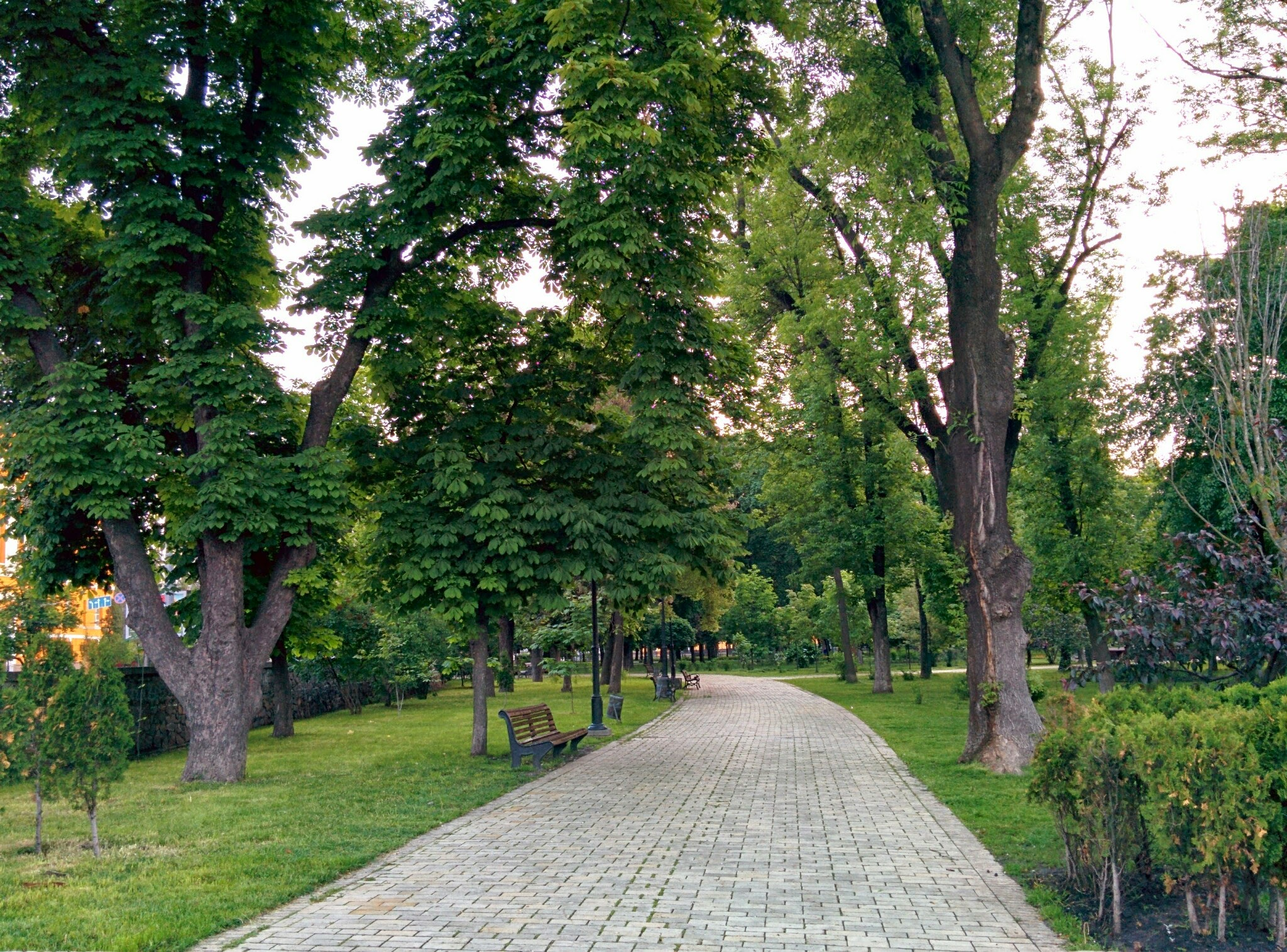
Паркова алея
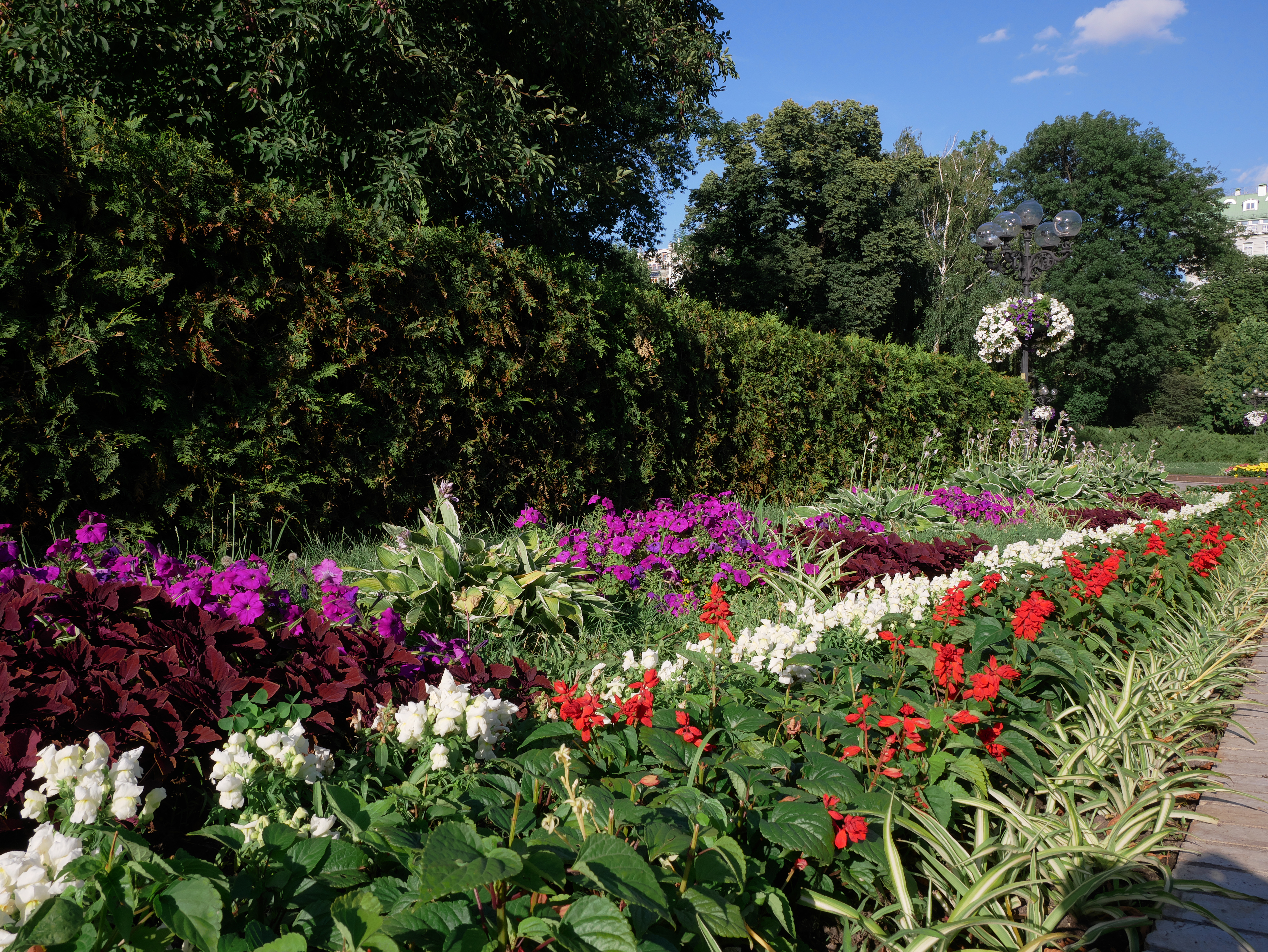
Клумба
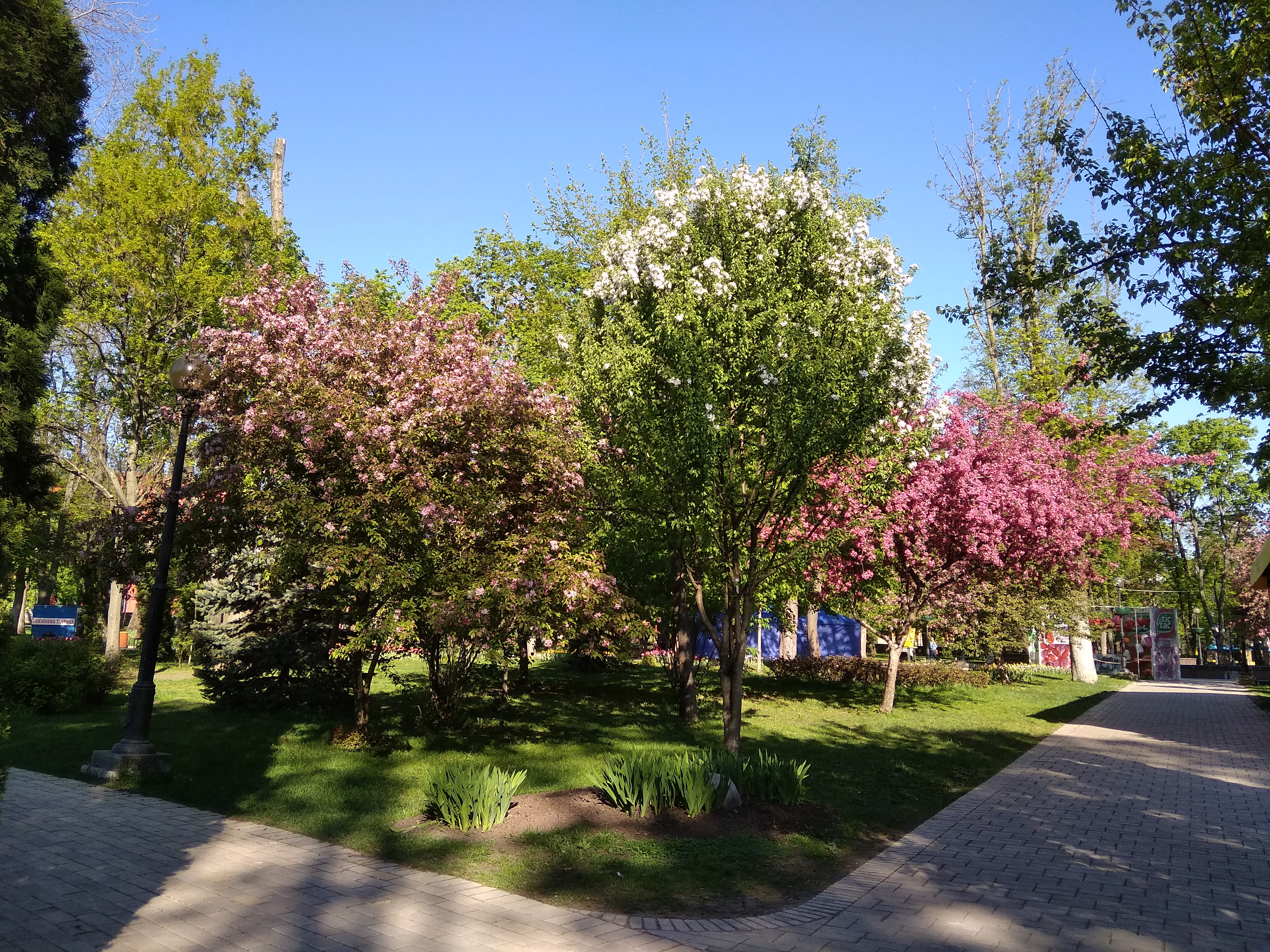
Парк весною
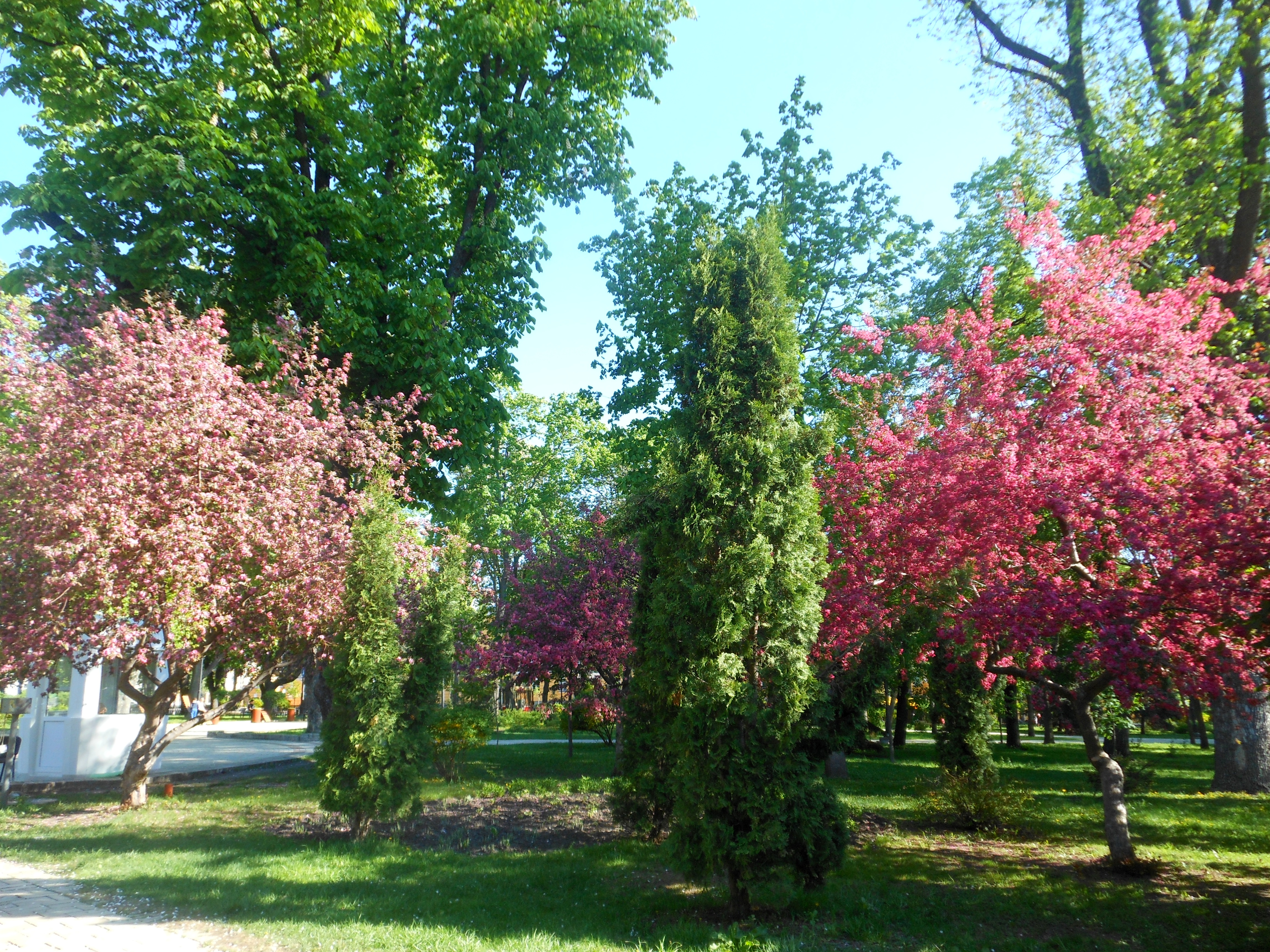
Парк весною
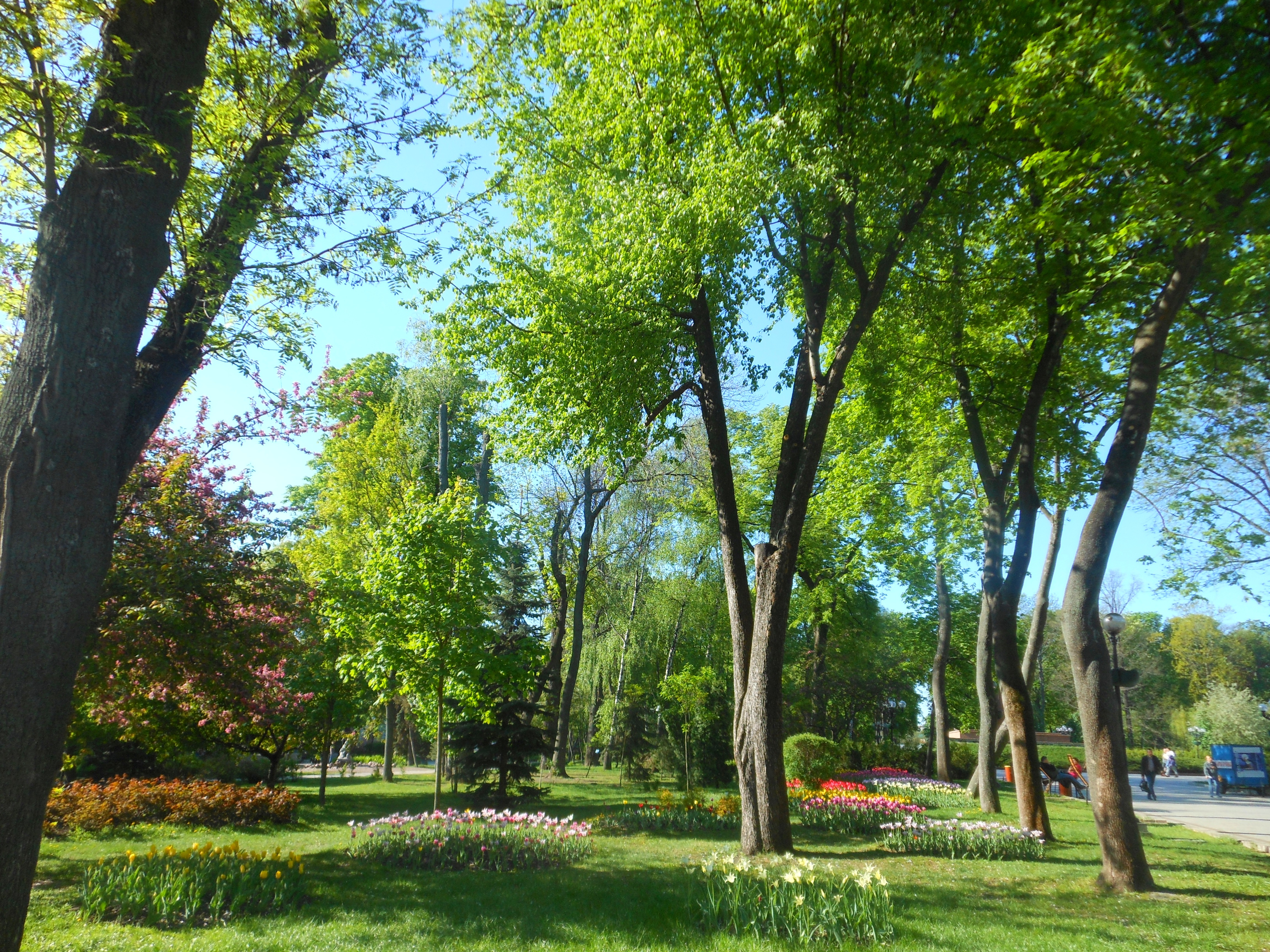
Парк весною
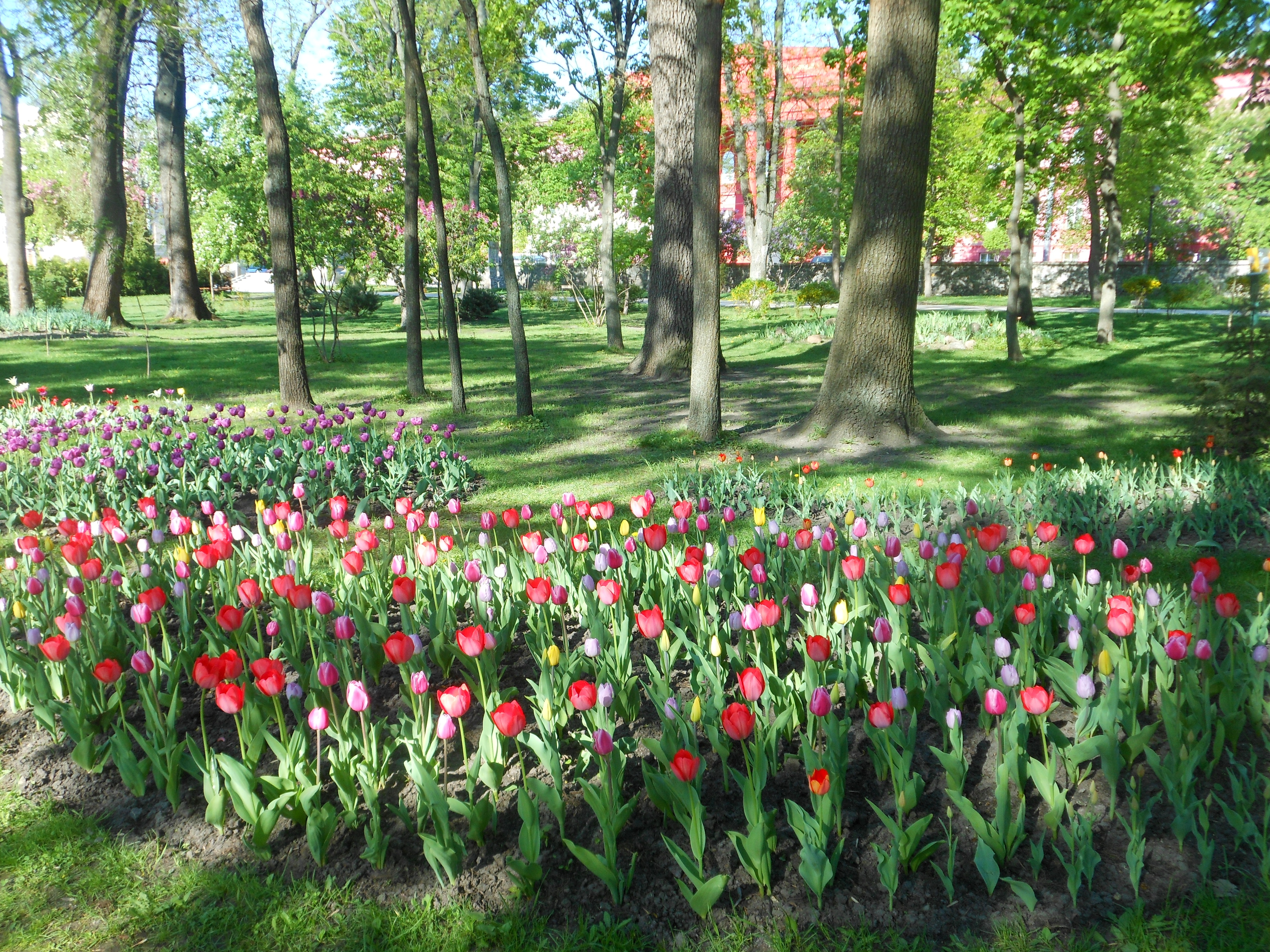
Парк весною
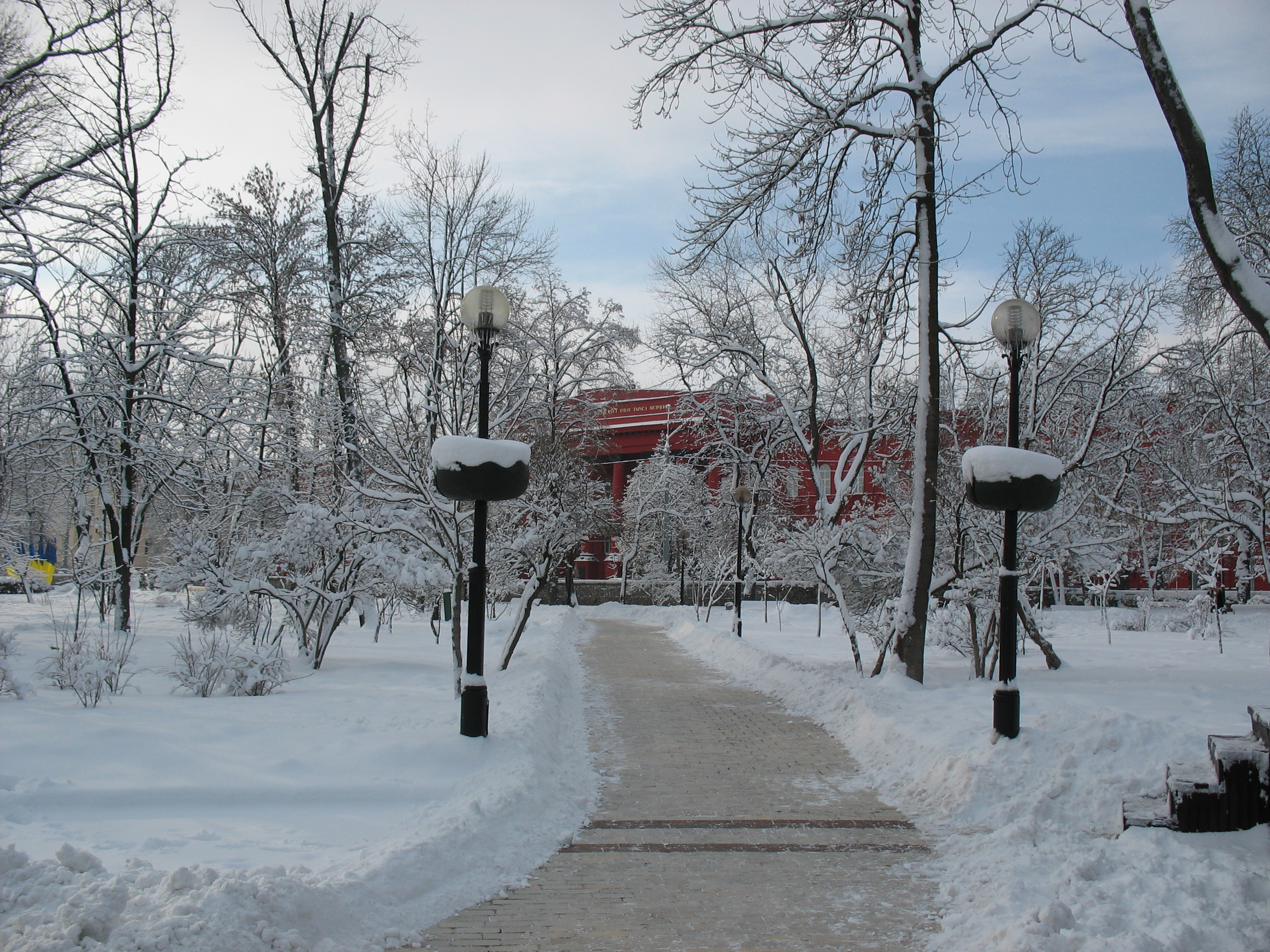
Вигляд на Університет ім. Шевченка
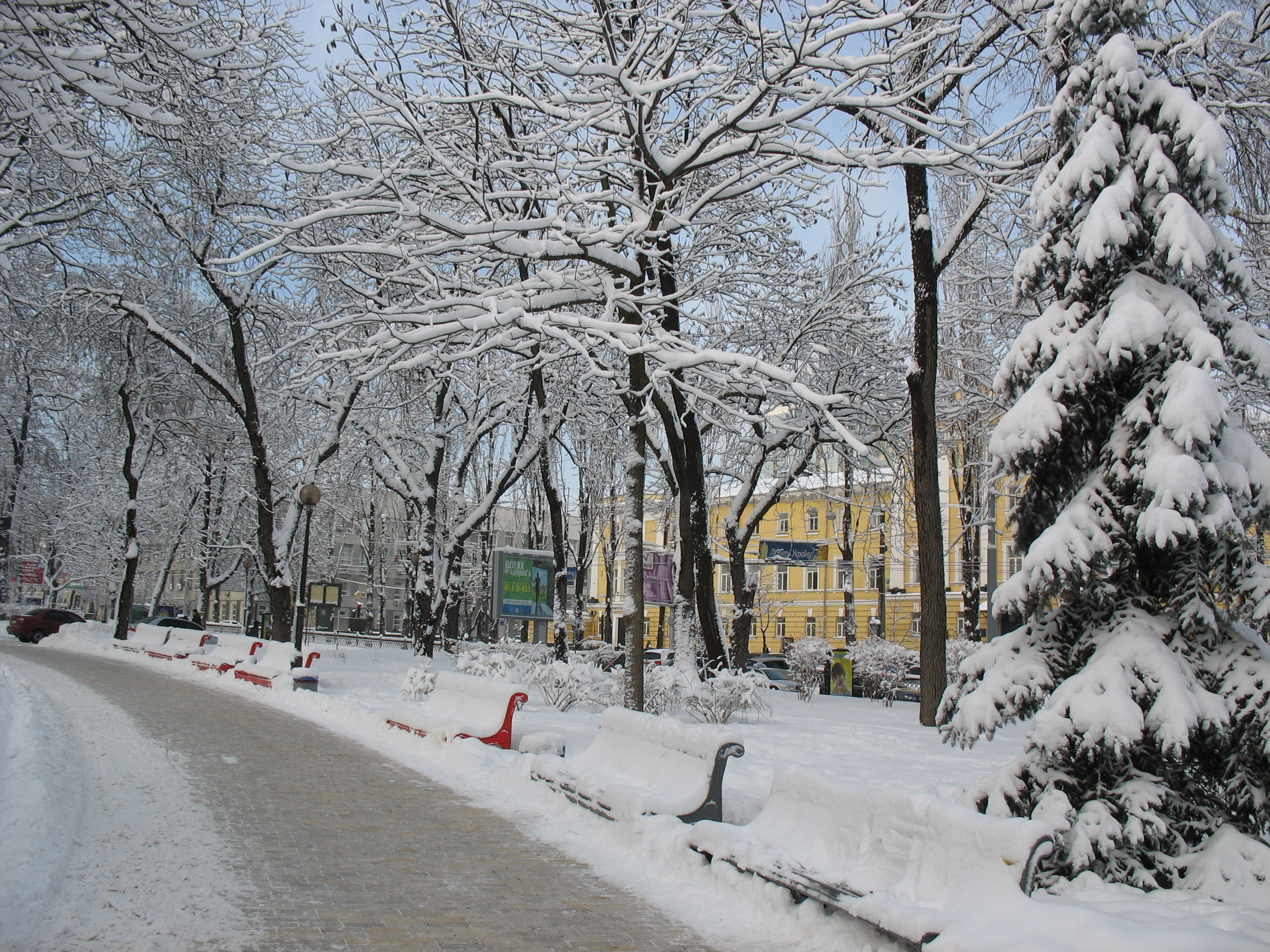
Парк узимку
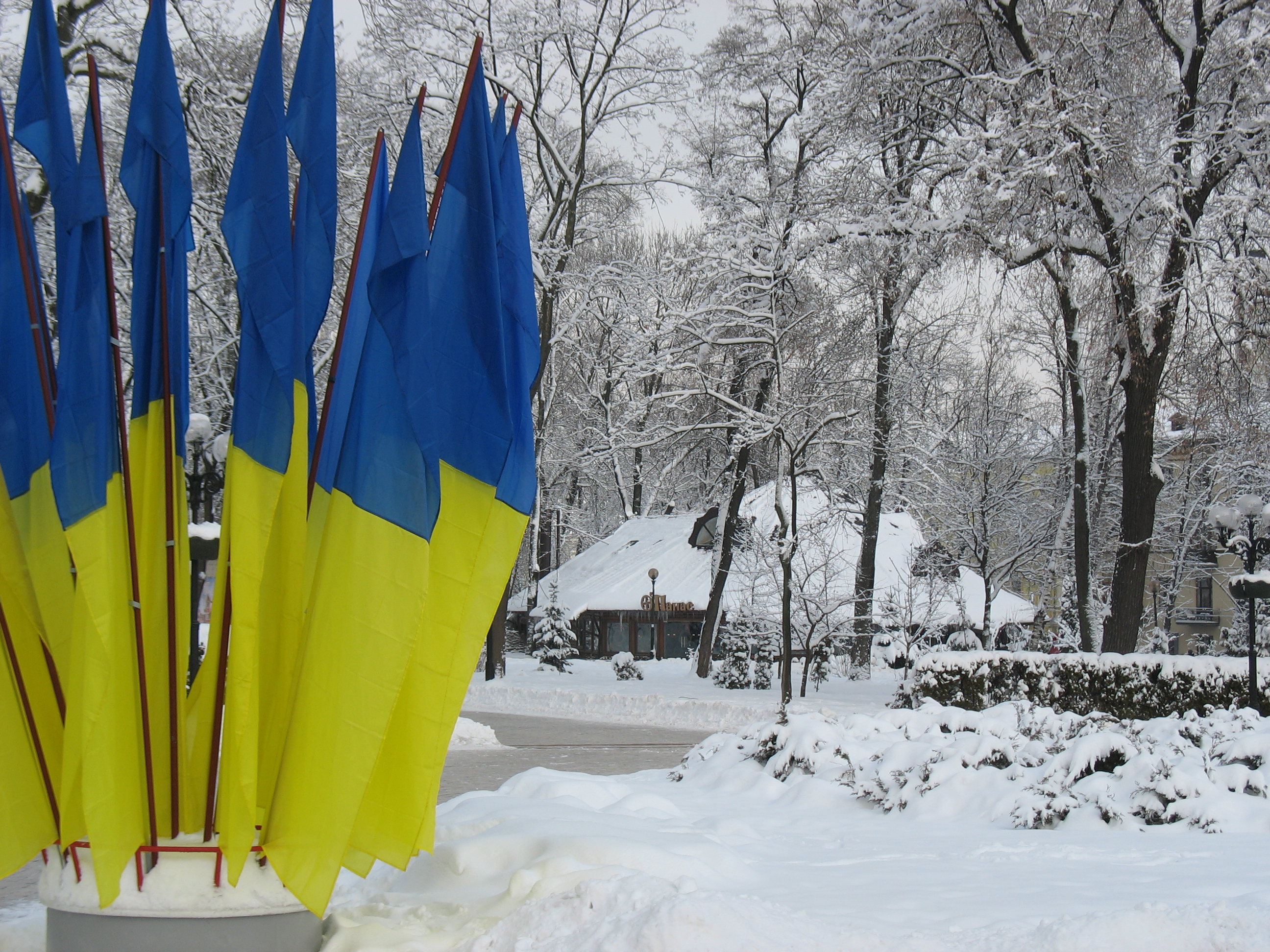
Краєвид на ресторан «Опанас»
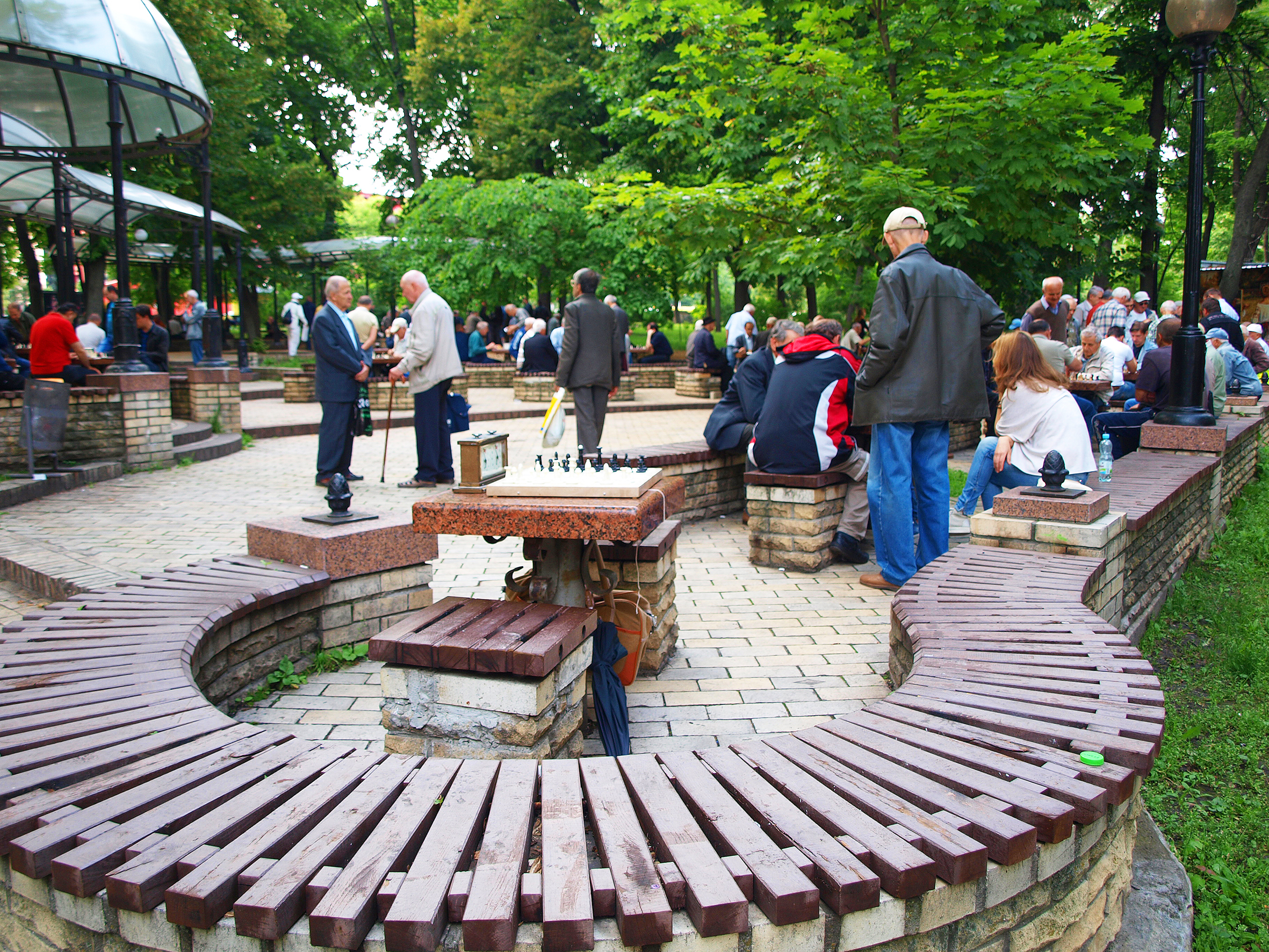
Шахісти у парку
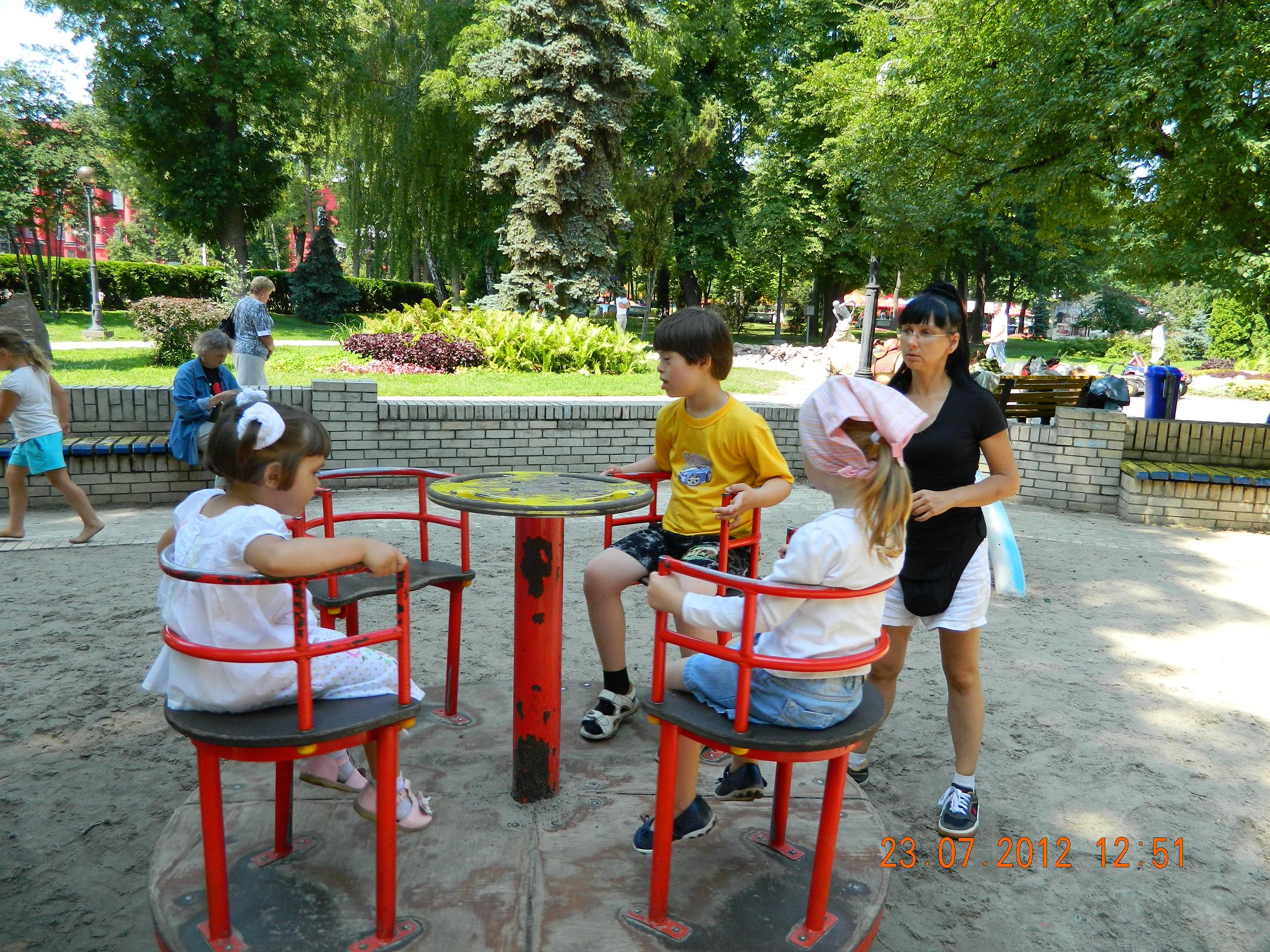
Дитячий майданчик
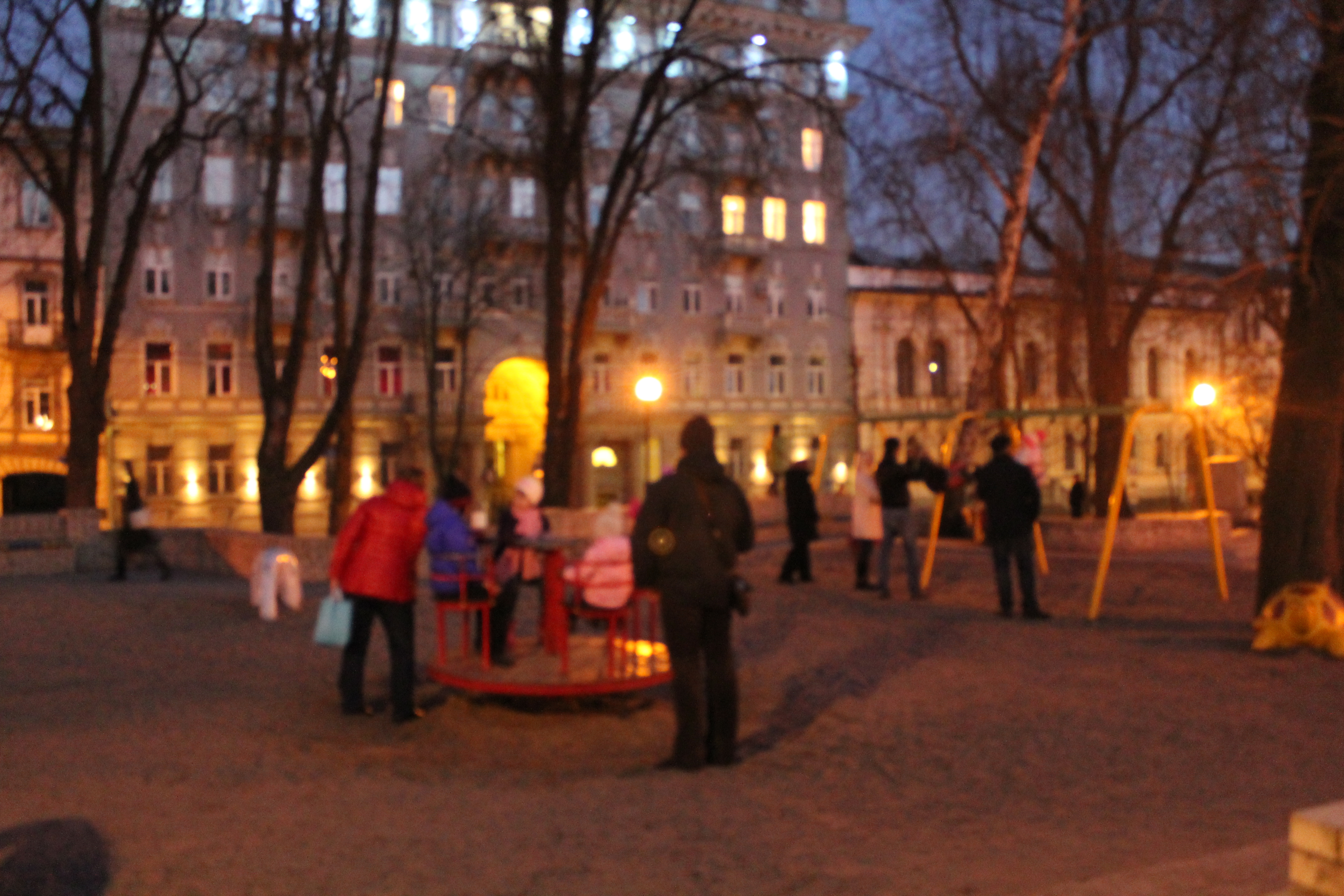
Діти на каруселях у парку
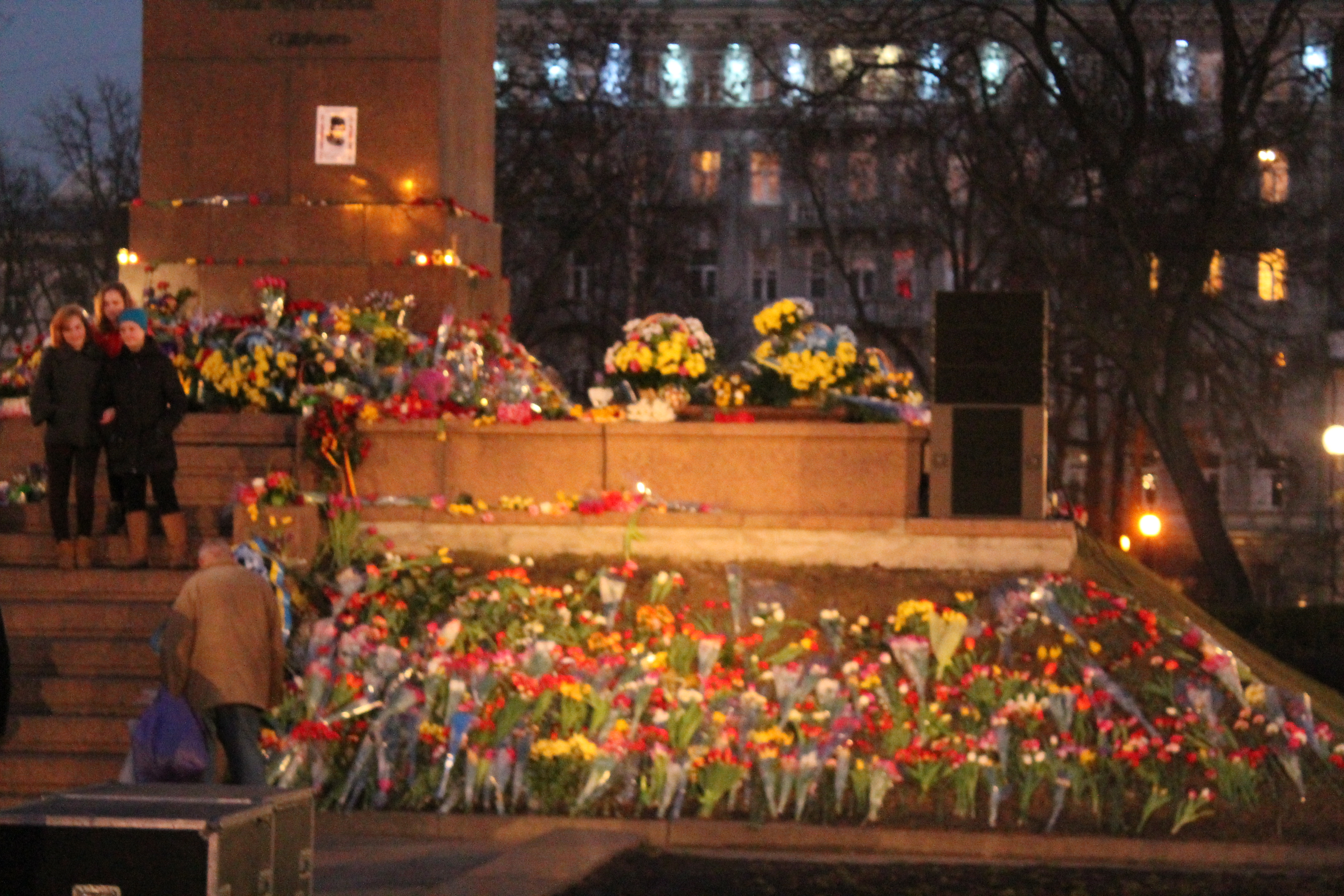
Квіти Тарасові Шевченку
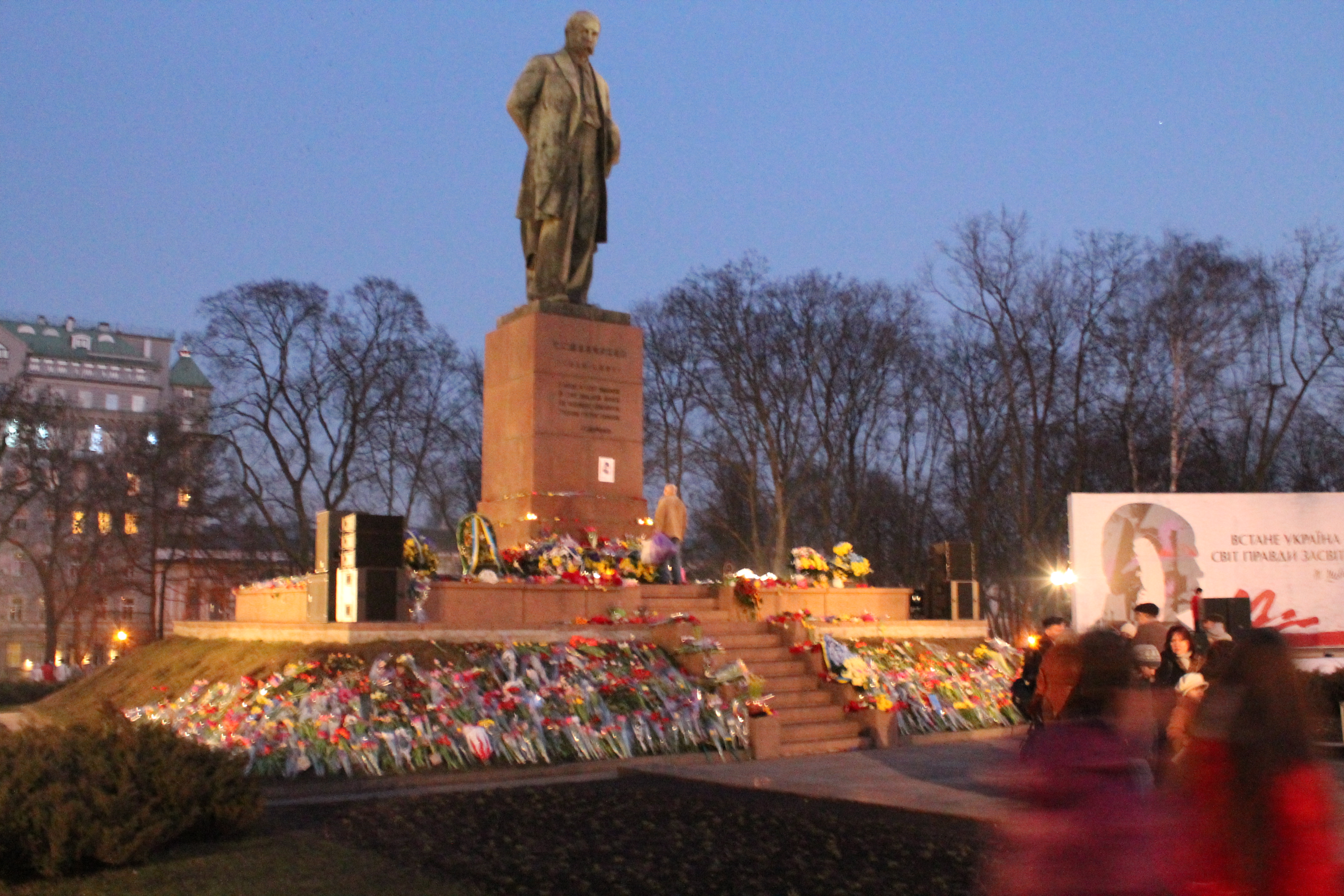
Вечірній парк 9 березня 2014
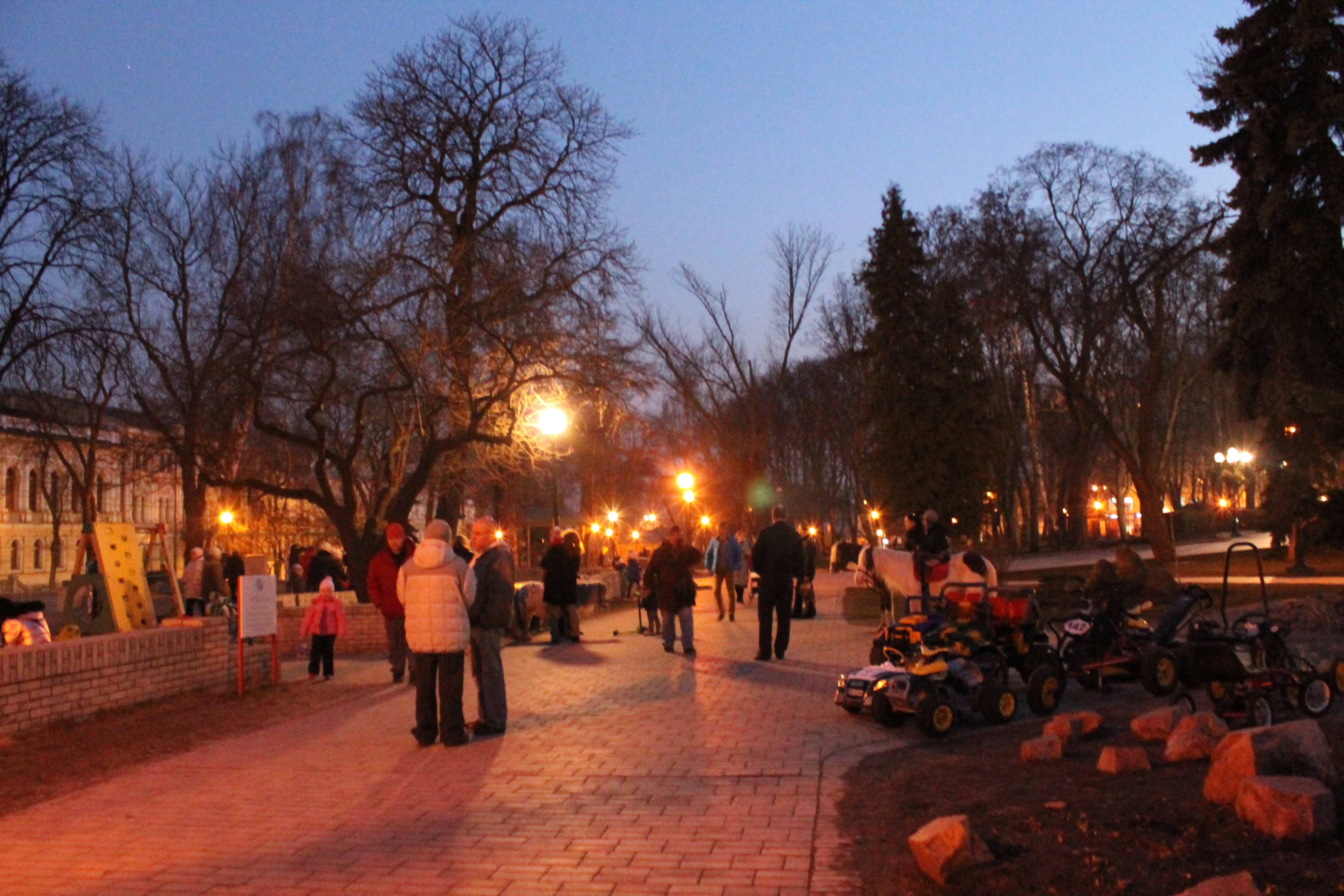
Вечірні вогні
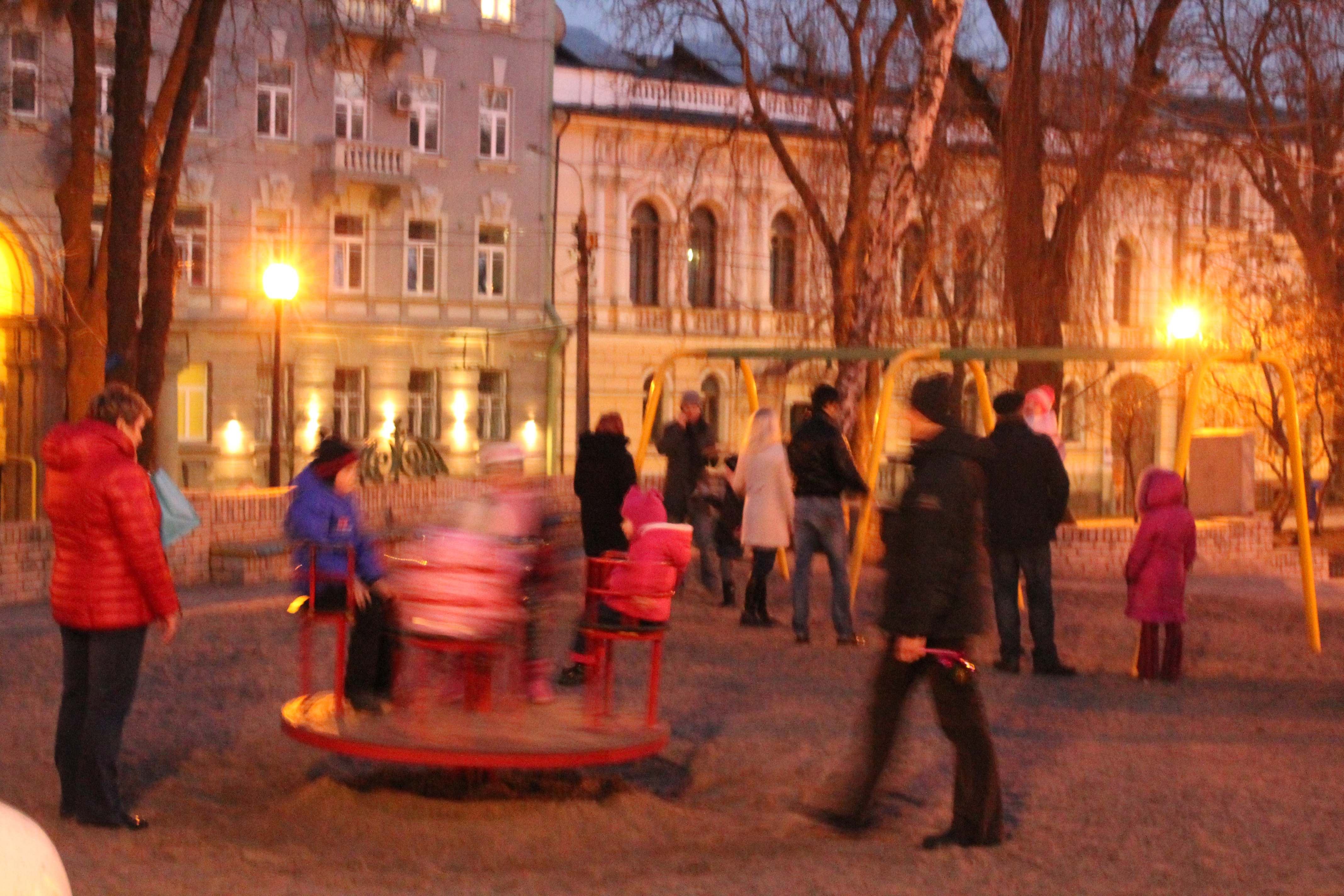
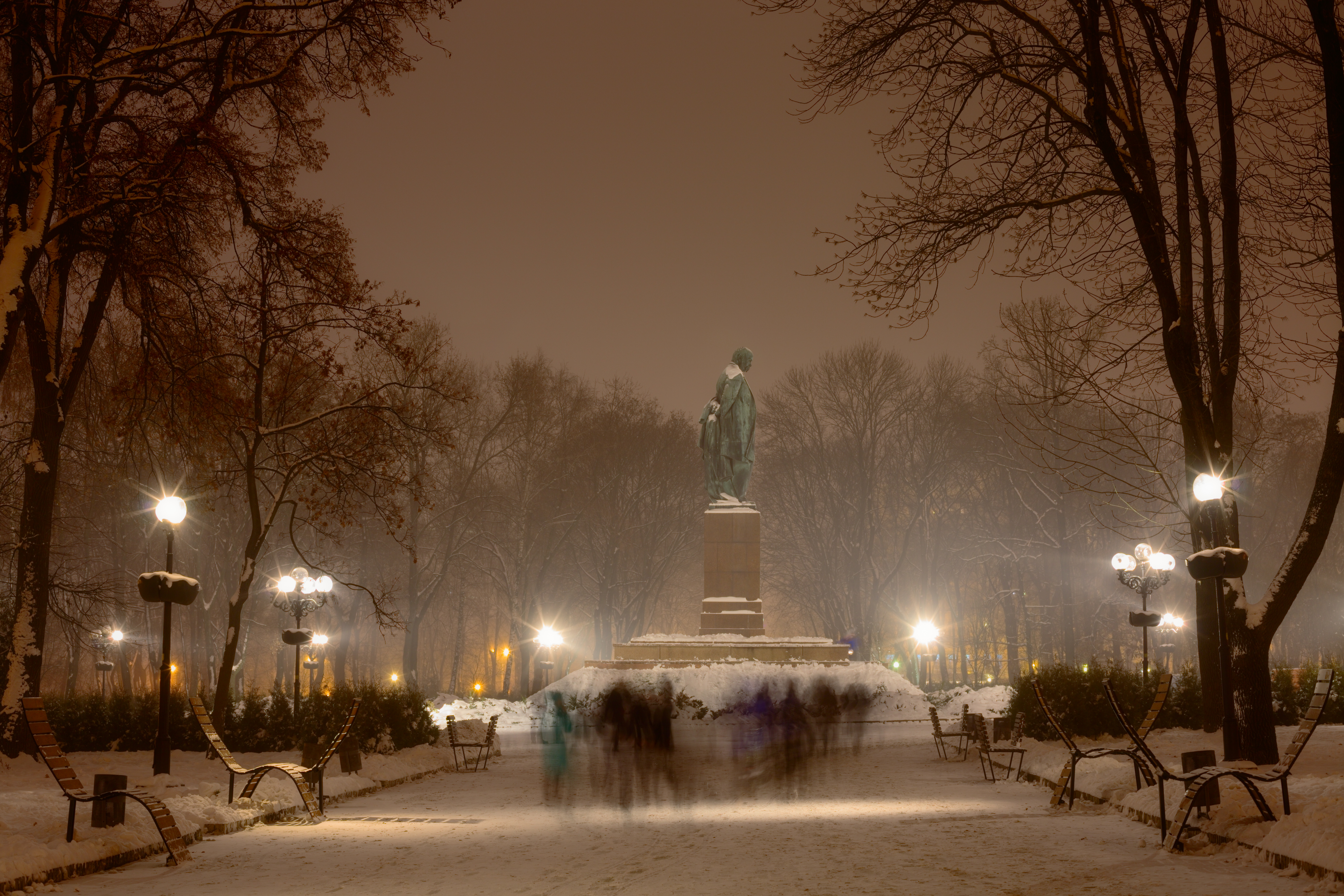
Грудневий вечір у парку, 2016 рік